# عبد اللطيف المحمود
عبد اللطيف آل محمود عالم دين بحريني ولد عام 1946 بمنطقة الحد في البحرين.

## نشاطه السياسي
في عام 1992 وقع على العريضة النخبوية التي كانت تطالب بعودة البرلمان النيابي للبحرين فتم اعتقاله لمدة إسبوعين وبعد الإفراج عنه انسحب من بحجة إن العريضة أخذت أهداف أخرى. بعد انسحابه اختفى من الساحة السياسية وعمل كدكتور بجامعة البحرين.

## العودة للساحة السياسية
أثناء الاحتجاجات البحرينية 2011 ظهر كرئيس لتجمع الوحدة الوطنية الذي ضم 18 قيادي من أطياف المجتمع البحريني المختلفة وقاد أكبر تجمع في تاريخ البحرين بمسجد الفاتح وأعلن مطالب الشعب البحريني، وضم التجمع ممثلين من إسلاميين مستقلين ومن تنظيم الاخوان المسلمين في البحرين بقيادة د. علي احمد وممثلين من السلف البحريني بقيادة حمد المهندي ومستقليين منهم فيصل فولاذ وعبد الله هاشم ود. عادل عبد الله.